# Fuller Warren
Fuller Warren (Blountstown, 3 ottobre 1905 – Miami, 23 settembre 1973) è stato un politico statunitense. Fu il 30º governatore della Florida dal 1949 al 1953. Durante la seconda guerra mondiale, fu un ufficiale di artiglieria nella Marina degli Stati Uniti. Nel 1956 corse di nuovo come governatore ma perse le elezioni contro l'avversario LeRoy Collins.